# White Patriot Party
Die White Patriot Party (WPP) war eine US-amerikanische Partei. Sie vertrat ein Weltbild, welches Antisemitismus und rassistisches „White Supremacy“-Gedankengut beinhaltete. Zur Christian Identity und dem Ku Klux Klan bestand eine enge Beziehung. Ihr Gründer Frazier Glenn Miller Jr. führte die Partei. Mitte der 1970er Jahre begann die Organisation als Carolina Knights of the Ku Klux Klan (Carolinas Ritter des Ku Klux Klan). Die Partei war in das Massaker von Greensboro, North Carolina verwickelt. Hier wurden fünf Linke von Klanmitgliedern und Neonazis am helllichten Tage ermordet. Sie bestand von 1980 bis 1987.
In den frühen 1980ern nannte sich die Partei Confederate Knights of the Ku Klux Klan (Konföderierte Ritter des Ku Klux Klan) und 1985 nannte sich die Gruppe White Patriot Party. Als die Situation sich für die Landwirte in North Carolina verschlechterte, machte die Gruppe jüdische Banker für ihre Situation verantwortlich. Die Gruppe hatte schätzungsweise 3000 Mitglieder. Am 6. April 1987 erklärte die Gruppe der amerikanischen Bundesregierung den Krieg. Die amerikanische Regierung wurde von ihr Zionist Occupation Government (ZOG) genannt.
Die WPP brach auseinander, als Miller wegen eines Verstoßes gegen das Verbot paramilitärischer Aktivitäten und der Bedrohung des Bürgerrechtlers Morris Dees verurteilt wurde. Er war zwischen 1987 und 1990 inhaftiert. 1988 war Miller in Arkansas angeklagt. Miller gab zu, dass er 200.000 $ von der Gruppe The Order erhalten hatte, um illegale Aktionen der White Patriot Party durchzuführen. Das Geld war vorher gestohlen, bzw. geraubt worden.